# 1782
1782 (MDCCLXXXII) var ett normalår som började en tisdag i den gregorianska kalendern och ett normalår som började en lördag i den julianska kalendern.

## Händelser

### Mars
- 11 mars – Sahlgrenska sjukhuset i Göteborg, Sverige grundas.[1]

### April
- Genèverevolutionen.

### Maj
- 1 maj – Svenskbyn (nuvarande Gammelsvenskby) i Ukraina tas i besittning av de från Dagö ditflyttade svenskättlingarna.
- 27 maj – Efter flera års diskussion införs det så kallade Judereglementet i Sverige. Judar tillåts bosätta sig i Stockholm, Göteborg och Norrköping (sedermera också Karlskrona). Judar får inte bli riksdags- eller ämbetsmän. De får bara syssla med hantverk, som inte faller under skråstadgan och bara handla med vissa typer av varor. Blandäktenskap är inte tillåtna, men trots restriktionerna vill man ha judisk invandring till landet, eftersom man hoppas få fart på näringslivet på så sätt.

### September
- 25 september – En brand utbryter i Brunskogs socken.[2]

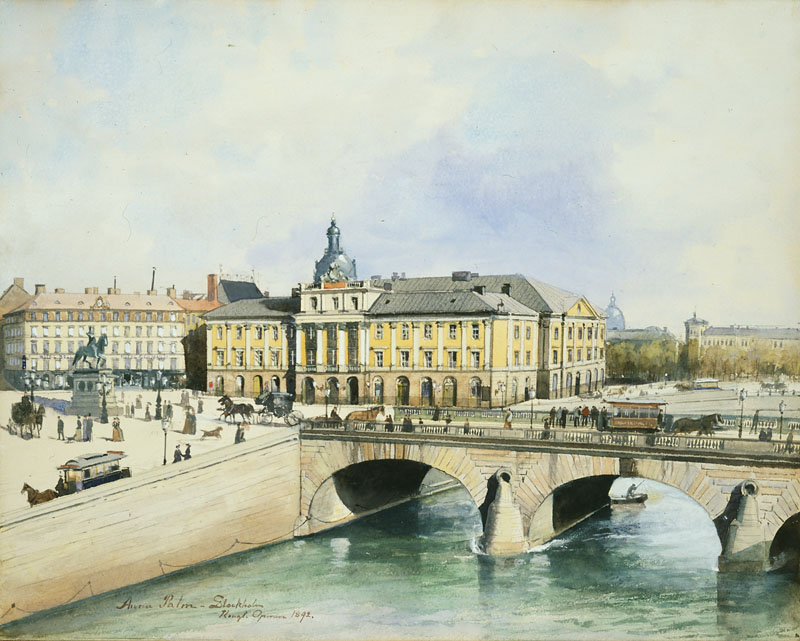
Gustavianska operahuset.

- 30 september – Gustav III:s operahus invigs, det så kallade Gustavianska operahuset.[3]

### Okänt datum
- En katolsk kyrka upprättas i Stockholm.
- Staden Kuopio får stadsprivilegium och blir administrativt och ekonomiskt centrum för norra Savolax och Karelen.
- Kemisten Carl Wilhelm Scheele upptäcker blåsyran.
- Rutger Macklean tar det skånska godset Svaneholm i besittning. Där inför han storskiftet, vilket under 1800-talet kommer att förändra det svenska jordbruket i grunden.

## Födda

### Första kvartalet

#### Januari
- 23 januari – Georgios Karaiskakis, grekisk frihetskämpe. (död 1827)
- 26 januari – Cornelius P. Van Ness, amerikansk diplomat, jurist och politiker, guvernör i Vermont 1823–1826. (död 1852)
- 29 januari – Daniel Francois Esprit Auber, fransk kompositör. (död 1871)

#### Februari
- 8 februari – Malla Silfverstolpe, svensk författare. (död 1861)

#### Mars
- 7 mars – Angelo Mai, italiensk kardinal och klassisk filolog. (död 1854)
- 14 mars – Thomas Hart Benton, amerikansk politiker, senator 1821–1851. (död 1858)
- 18 mars – John C. Calhoun, amerikansk politiker, vicepresident 1825–1832. (död 1850)
- 19 mars – Wilhelm von Biela, österrikisk astronom och baron. (död 1856)
- 25 mars – Caroline Bonaparte, drottning av Neapel 1808–1815, syster till Napoleon Bonaparte. (död 1839)
- 31 mars – Samuel Prentiss, amerikansk politiker och jurist, senator 1831–1842. (död 1857)

### Andra kvartalet

#### April
- 7 april – Marie-Anne Libert, belgisk botaniker och mykolog. (död 1865)
- 10 april – Antonia Santos, colombiansk frihetshjältinna. (död 1819)
- 21 april – Friedrich Fröbel, tysk pedagog. (död 1852)
- 22 april – Carl Henrik Anckarsvärd, svensk militär och politiker. (död 1865)
- 26 april – Maria Amalia av Neapel och Sicilien, drottning av Frankrike. (död 1866)

#### Maj
- 3 maj – Pius Alexander Wolff, tysk skådespelare. (död 1828)
- 18 maj – Ludwig Adolf Wilhelm von Lützow, preussisk friherre och militär. (död 1834)
- 26 maj – Joseph Drechsler, böhmisk kompositör. (död 1852)

#### Juni
- 19 juni – Hughes Felicité Robert de Lamennais, fransk teolog och filosof. (död 1854)
- 29 juni – Hans Christian Lyngbye, dansk naturforskare. (död 1837)

### Tredje kvartalet

#### Juli
- 2 juli – Cesare Arici, italiensk poet. (död 1836)
- 6 juli – Maria Luisa, spansk prinsessa. (död 1824)
- 24 juli – John Fox Burgoyne, brittisk militär. (död 1871)
- 26 juli – John Field, irländsk kompositör och pianist. (död 1837)
- 29 juli – Jesse Wharton, amerikansk politiker. (död 1833)

#### Augusti
- 10 augusti – Charles James Napier, brittisk militär. (död 1853)
- 18 augusti – Marcellin Marbot, fransk militär. (död 1854)
- 25 augusti – Karl Gustav, svensk prins, son till Gustav III och Sofia Magdalena av Danmark. (död 1783)

#### September
- 3 september – Christian Ludwig Nitzsch, tysk zoolog. (död 1837)
- 6 september – Daoguang, kinesisk kejsare. (död 1850)
- 14 september – Christian Magnus Falsen, norsk politiker. (död 1830)
- 19 september
  - Karl von Fischer, tysk arkitekt. (död 1820)
  - Robert Sale, brittisk militär. (död 1845)
- 22 september – Fredric Westin, svensk historie- och porträttmålare. (död 1862)
- 23 september
  - Jacques Féréol Mazas, fransk violinist. (död 1849)
  - Maximilian zu Wied-Neuwied, tysk upptäcktsresande. (död 1867)

### Fjärde kvartalet

#### Oktober
- 27 oktober – Niccolò Paganini, italiensk violinist och kompositör. (död 1840)

#### November
- 12 november – William Hendricks, amerikansk politiker. (död 1850)
- 13 november – Esaias Tegnér, svensk författare, skald, biskop, ledamot av Svenska Akademien från 1819. (död 1846)

#### December
- 5 december – Martin Van Buren, amerikansk politiker, USA:s president 1837–1841. (död 1862)

## Avlidna

### Första kvartalet

#### Januari
- 1 januari – Johann Christian Bach, 46, tysk kompositör.
- 4 januari – Ange-Jacques Gabriel, 83, fransk arkitekt.
- 18 januari – John Pringle, 74, brittisk läkare.
- 28 januari – Jean-Baptiste Bourguignon d'Anville, 84, fransk geograf och kartograf.

#### Februari
- 7 februari – Ferdinando Fuga, 82, italiensk arkitekt.
- 10 februari – Friedrich Christoph Oetinger, 79, tysk teolog och filosof.
- 15 februari – Heinrich Schimmelmann, 57, tysk-dansk greve och finansman.
- 26 februari – José Cadalso, 40, spansk författare.

#### Mars
- 1 mars – John A. Treutlen, 48, amerikansk politiker.
- 2 mars – Sophie, 47, fransk prinsessa.
- 4 mars – Gaetano Matteo Pisoni, 68, schweizisk arkitekt.
- 17 mars – Daniel Bernoulli, 82, schweizisk matematiker.

### Andra kvartalet

#### April
- 5 april – Karol Andrej Bel, 64, slovakisk historiker.
- 7 april – Taksin, 47, kung av Siam sedan 1767.
- 12 april – Pietro Metastasio, 84, italiensk författare.
- 15 april – Elisabeth Christina von Linné, 39, svensk botaniker.
- 16 april – Giuseppe Vasi, 71, italiensk konstnär.
- 27 april – John Campbell, 4:e earl av Loudoun, 76, brittisk militär, militärbefälhavare i Nordamerika 1756–1757.

#### Maj
- 6 maj
  - Johann Caspar Füssli, 76, schweizisk målare och konsthistoriker.
  - Christine Kirch, 85, tysk astronom.
- 8 maj – Sebastião José de Carvalho e Melo, markis av Pombal, 82, portugisisk politiker.
- 13 maj – Daniel Solander, 49, svensk naturforskare, upptäcktsresande, lärjunge till Carl von Linné.
- 14 maj – Magnus Sommar, 71, svensk teolog.
- 15 maj
  - Richard Wilson, 67, brittisk konstnär.
  - Eustachio Zanotti, 72, italiensk astronom.

#### Juni
- 21 juni – Georg Wilhelm, 59, prins av Hessen-Darmstadt.

### Tredje kvartalet

#### Juli

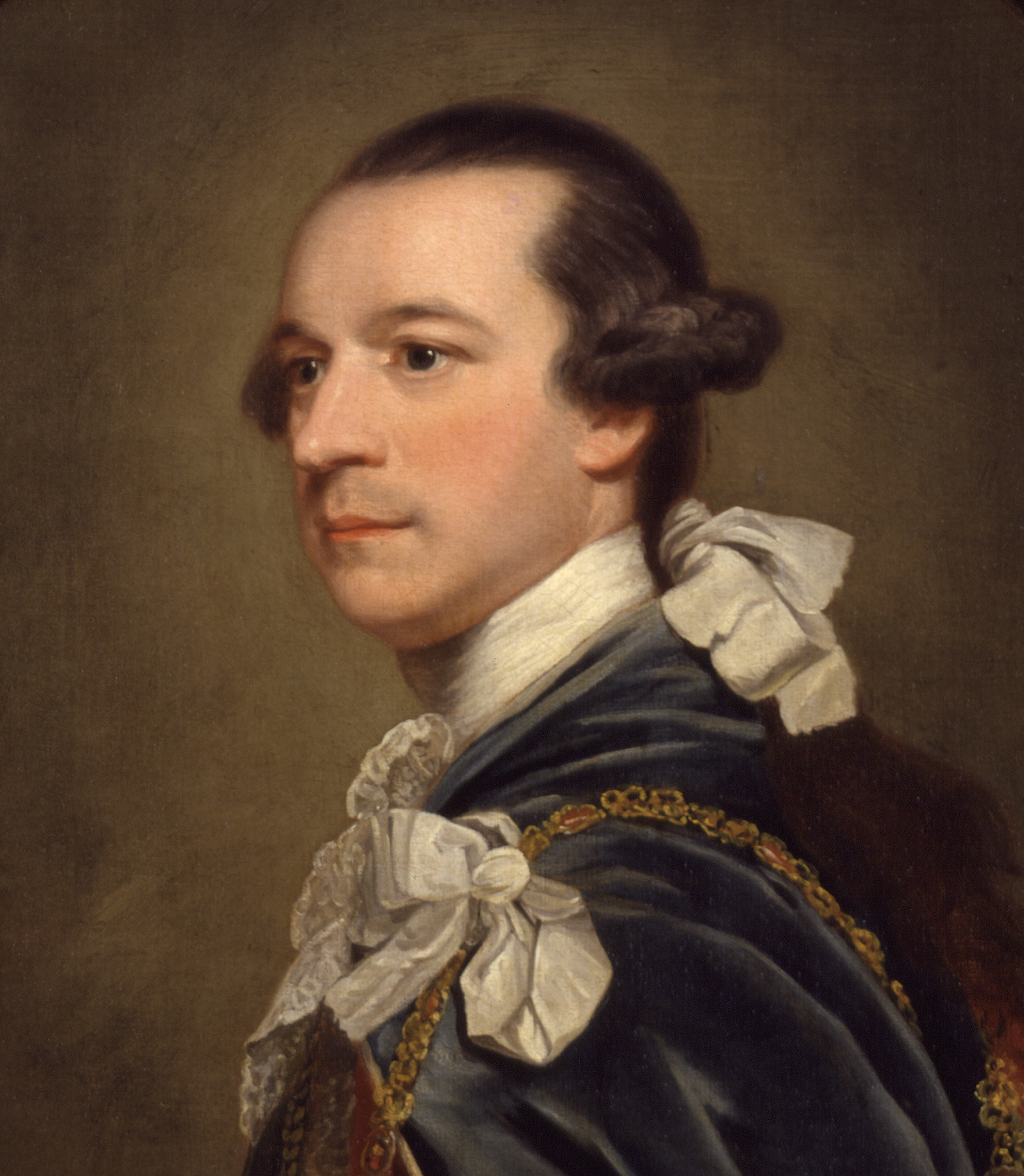
Storbritanniens premiärminister markisen av Rockingham avled den 1 juli, 52 år gammal.

- 1 juli – Charles Watson-Wentworth, 2:e markis av Rockingham, 52, brittisk politiker, Storbritanniens premiärminister 1765–1766 och 1782.
- 15 juli – Isaak Iselin, 54, schweizisk filosof.
- 16 juli – Lovisa Ulrika, 61, drottning av Sverige 1751–1771, gift med Adolf Fredrik.

#### Augusti
- 6 augusti – Nicolas Chédeville, 77, fransk kompositör.
- 7 augusti – Andreas Sigismund Marggraf, 73, tysk kemist.
- 25 augusti – Marianne Auenbrugger, 23, österrikisk pianist och kompositör.

#### September
- 5 september – Bartolina Sisa, boliviansk upprorsledare, avrättad.
- 6 september – Gregoria Apaza, 32, indiansk upprorsledare mot spanjorerna i Bolivia, avrättad.
- 14 september – Nicholas Cooke, 65, amerikansk politiker.

### Fjärde kvartalet

#### Oktober
- 23 oktober – Joseph Riepel, 73, tysk musikteoretiker och kompositör.

#### November
- 9 november – Anna Dorothea Therbusch, 61, preussisk målare.
- 10 november – Anna Maria Pyrker, 65, tysk operasångare.
- 19 november – Maria Christina av Sachsen, 47, regerande fursteabbedissa av den självstyrande klosterstaten Remiremont.
- 21 november – Jacques de Vaucanson, 73, fransk mekaniker.

#### December
- 31 december – Christian Gärtner, 77, tysk astronom.

### Fotnoter
1. ↑  Medicinhistoriska museet
2. ↑  ”Värmlands brandhistoriska klubb”. Arkiverad från originalet den 12 oktober 2011. https://www.webcitation.org/62NB7kO36?url=http://www.brandhistoriska.org/olyckor_se.html. Läst 16 mars 2011.
3. ↑  Kungliga Operan Arkiverad 15 maj 2011 hämtat från the Wayback Machine.